# Seventh Avenue (stacja metra na Queens Boulevard Line)
Seventh Avenue – stacja metra nowojorskiego, na linii B, B i E. Znajduje się w dzielnicy Manhattan, w Nowym Jorku i zlokalizowana jest pomiędzy stacjami 59th Street – Columbus Circle, Fifth Avenue / 53rd Street oraz 47th–50th Streets – Rockefeller Center i 50th Street. Została otwarta 19 sierpnia 1953.